# Погорєлов Валерій Іванович
Валерій Іванович Погорєлов (рум. Valeriu Pogorelov; нар. 25 серпня 1967, Біляївка, УРСР) — радянський, молдовський та український футболіст, захисник.

## Клубна кар'єра
Футбольну кар'єру розпочав в друголіговій севастопольській «Атлантиці». Військову службу проходив з 1986 по 1988 роки в кладі аматорського клубу СКЧФ (Севастополь). По її завершенні продовжив кар'єру в Криму. У 1989 році став гравцем першолігової сімферопольської «Таврії». У 1992 році став гравцем молдовського клубу «Тилігул» (Тирасполь), в складі якого виступав у Національній дивізії. Разом з «Тилігулом» 5 разів ставав віце-чемпіоном Молдови (1992, 1993, 1994, 1995, 1996), а також тричі вигравав Кубок Молдови (1993, 1994, 1995).
У 1997 році Погорєлов повернувся до України, де підписав контракт з вищоліговим одеським «Чорноморцем». У сезоні 1997/98 років разом з ним вилетів до Першої ліги. У 1999 році повернувся до «Тилігулу», однак ще того ж року перейшов до «Конструкторула-93». У 2000 році разом з ним здобув кубок Молдови.
На початку 2001 року перейшов до першолігової «Дачії» (Кишинів). У сезоні 2001/02 років разом з нею вийшов до вищого дивізіону, а по завершенні сезону 2002/03 років закінчив футбольну кар'єру.

## Кар'єра в збірній
У складі національної збірної Молдови дебютував 16 квітня 1994 року в нічийному (1:1) товариському матчі проти США, а 12 жовтня 1994 року в переможному (3:2) поєдинку кваліфікації Чемпіонату Європи 1996 року з Уельсом відзначився своїм єдиним голом у футболці збірної. У 1994—1998 роках у футболці збірної зіграв 11 матчів.

## Досягнення
- Національний дивізіон Молдови
  -  Срібний призер (5): 1992, 1993, 1994, 1995, 1996

- Кубок Молдови
  -  Володар (4): 1993, 1994, 1995, 2000